# Grammy al millor nou artista
El premi Grammy al millor nou artista (Grammy Award for Best New Artist) és entregat per The Recording Academy (oficialment, National Academy of Recording Arts and Sciences) dels Estats Units des de 1959, segons la guia oficial, "per a un nou artista que llanci, durant l'any de l'eligibilitat, el primer enregistrament que estableix la identitat pública d'aquest artista".
No va ser entregat el 1967, i el 1990 va quedar vacant, després que es descobrís que els guanyadors Milli Vanilli no van contribuir amb les seves pròpies veus al seu àlbum de debut; el premi els va ser revocat però no es va entregar a cap altre artista. L'any 1984 va ser la primera vegada que tots els nominats eren de fora els Estats Units: el guanyador Culture Club, Eurythmics, i Musical Youth eren d'Anglaterra, Big Country d'Escòcia, i Men Without Hats del Canadà.

## Guardonats

### Dècada del 1950
| Any  | Imatge | Guanyador   | Nominats                                                   | Ref   |
| ---- | ------ | ----------- | ---------------------------------------------------------- | ----- |
| 1959 |        | Bobby Darin | - Edd Byrnes - Mark Murphy - Johnny Restivo - Mavis Rivers | [ 3 ] |

### Dècada del 1960
| Any  | Imatge      | Guanyador           | Nominats                                                                                              | Ref    |
| ---- | ----------- | ------------------- | --- | ------ |
| 1961 |             | Bob Newhart         | - The Brothers Four - Miriam Makeba - Leontyne Price - Joanie Sommers                                 | [ 4 ]  |
| 1962 |             | Peter Nero          | - Ann-Margret - Dick Gregory - The Lettermen - Timi Yuro                                              | [ 5 ]  |
| 1963 |             | Robert Goulet       | - The Four Seasons - Vaughn Meader - The New Christy Minstrels - Peter, Paul and Mary - Allan Sherman | [ 6 ]  |
| 1964 |             | The Swingle Singers | - Vikki Carr - John Gary - The J's with Jamie - Trini López                                           | [ 7 ]  |
| 1965 |             | The Beatles         | - Petula Clark - Astrud Gilberto - Antonio Carlos Jobim - Morgana King                                | [ 8 ]  |
| 1966 |             | Tom Jones           | - The Byrds - Herman's Hermits - Horst Jankowski - Marilyn Maye - Sonny & Cher - Glenn Yarbrough      | [ 9 ]  |
| 1967 | sense premi | sense premi         | |        |
| 1968 |             | Bobbie Gentry       | - Lana Cantrell - The 5th Dimension - Harpers Bizarre - Jefferson Airplane                            | [ 10 ] |
| 1969 |             | José Feliciano      | - Cream - Gary Puckett & The Union Gap - Jeannie C. Riley - O. C. Smith                               | [ 11 ] |

### Dècada del 1970
| Any  | Imatge | Guanyador             | Nominats                                                                             | Ref.   |
| ---- | ------ | --------------------- | ------------------------------------------------------------------------------------ | ------ |
| 1970 |        | Crosby, Stills & Nash | - Chicago - Led Zeppelin - Oliver - The Neon Philharmonic                            | [ 12 ] |
| 1971 |        | The Carpenters        | - Elton John - Melba Moore - Anne Murray - The Partridge Family                      | [ 13 ] |
| 1972 |        | Carly Simon           | - Chase - Emerson, Lake & Palmer - Hamilton, Joe Frank & Reynolds - Bill Withers     | [ 14 ] |
| 1973 |        | America               | - Harry Chapin - Eagles - Loggins and Messina - John Prine                           | [ 15 ] |
| 1974 |        | Bette Midler          | - Eumir Deodato - Maureen McGovern - Marie Osmond - Barry White                      | [ 16 ] |
| 1975 |        | Marvin Hamlisch       | - Bad Company - Johnny Bristol - David Essex - Graham Central Station - Phoebe Snow  | [ 17 ] |
| 1976 |        | Natalie Cole          | - Morris Albert - Amazing Rhythm Aces - Brecker Brothers - KC and the Sunshine Band  | [ 18 ] |
| 1977 |        | Starland Vocal Band   | - Boston - The Brothers Johnson - Dr. Buzzard's Original Savannah Band - Wild Cherry | [ 19 ] |
| 1978 |        | Debby Boone           | - Stephen Bishop - Shaun Cassidy - Foreigner - Andy Gibb                             | [ 20 ] |
| 1979 |        | A Taste of Honey      | - The Cars - Elvis Costello - Chris Rea - Toto                                       | [ 21 ] |

### Dècada del 1980
| Any  | Imatge | Guanyador                   | Nominats                                                                  | Ref.   |
| ---- | ------ | --------------------------- | ------------------------------------------------------------------------- | ------ |
| 1980 |        | Rickie Lee Jones            | - The Blues Brothers - Dire Straits - The Knack - Robin Williams          | [ 22 ] |
| 1981 |        | Christopher Cross           | - Irene Cara - Robbie Dupree - Amy Holland - The Pretenders               | [ 23 ] |
| 1982 |        | Sheena Easton               | - Adam and the Ants - The Go-Go's - James Ingram - Luther Vandross        | [ 24 ] |
| 1983 |        | Men at Work                 | - Asia - Jennifer Holliday - The Human League - Stray Cats                | [ 25 ] |
| 1984 |        | Culture Club                | - Big Country - Eurythmics - Men Without Hats - Musical Youth             | [ 2 ]  |
| 1985 |        | Cyndi Lauper                | - Sheila E. - Frankie Goes to Hollywood - Corey Hart - The Judds          | [ 26 ] |
| 1986 |        | Sade                        | - A-ha - Freddie Jackson - Katrina and the Waves - Julian Lennon          | [ 27 ] |
| 1987 |        | Bruce Hornsby and the Range | - Glass Tiger - Nu Shooz - Simply Red - Timbuk3                           | [ 28 ] |
| 1988 |        | Jody Watley                 | - Breakfast Club - Cutting Crew - Terence Trent D'Arby - Swing Out Sister | [ 29 ] |
| 1989 |        | Tracy Chapman               | - Rick Astley - Toni Childs - Take 6 - Vanessa L. Williams                | [ 30 ] |

### Dècada del 1990
| Any  | Imatge | Guanyador                 | Nominats                                                                          | Ref.   |
| ---- | ------ | ------------------------- | --------------------------------------------------------------------------------- | ------ |
| 1990 |        | Milli Vanilli (rescindit) | - Neneh Cherry - Indigo Girls - Tone Lōc - Soul II Soul                           | [ 31 ] |
| 1991 |        | Mariah Carey              | - The Black Crowes - The Kentucky Headhunters - Lisa Stansfield - Wilson Phillips | [ 32 ] |
| 1992 |        | Marc Cohn                 | - Boyz II Men - C+C Music Factory - Color Me Badd - Seal                          | [ 33 ] |
| 1993 |        | Arrested Development      | - Billy Ray Cyrus - Sophie B. Hawkins - Kris Kross - Jon Secada                   | [ 34 ] |
| 1994 |        | Toni Braxton              | - Belly - Blind Melon - Digable Planets - SWV                                     | [ 35 ] |
| 1995 |        | Sheryl Crow               | - Ace of Base - Counting Crows - Crash Test Dummies - Green Day                   | [ 36 ] |
| 1996 |        | Hootie & the Blowfish     | - Brandy - Alanis Morissette - Joan Osborne - Shania Twain                        | [ 37 ] |
| 1997 |        | LeAnn Rimes               | - Garbage - Jewel - No Doubt - The Tony Rich Project                              | [ 38 ] |
| 1998 |        | Paula Cole                | - Fiona Apple - Erykah Badu - Hanson - Puff Daddy                                 | [ 39 ] |
| 1999 |        | Lauryn Hill               | - Backstreet Boys - Andrea Bocelli - Dixie Chicks - Natalie Imbruglia             | [ 40 ] |

### Dècada del 2000
| Any  | Imatge | Guanyador          | Nominats                                                       | Ref.   |
| ---- | ------ | ------------------ | -------------------------------------------------------------- | ------ |
| 2000 |        | Christina Aguilera | - Macy Gray - Kid Rock - Britney Spears - Susan Tedeschi       | [ 41 ] |
| 2001 |        | Shelby Lynne       | - Brad Paisley - Papa Roach - Jill Scott - Sisqó               | [ 42 ] |
| 2002 |        | Alicia Keys        | - India Arie - Nelly Furtado - David Gray - Linkin Park        | [ 43 ] |
| 2003 |        | Norah Jones        | - Ashanti - Michelle Branch - Avril Lavigne - John Mayer       | [ 44 ] |
| 2004 |        | Evanescence        | - 50 Cent - Fountains of Wayne - Heather Headley - Sean Paul   | [ 45 ] |
| 2005 |        | Maroon 5           | - Los Lonely Boys - Joss Stone - Kanye West - Gretchen Wilson  | [ 46 ] |
| 2006 |        | John Legend        | - Ciara - Fall Out Boy - Keane - Sugarland                     | [ 47 ] |
| 2007 |        | Carrie Underwood   | - James Blunt - Chris Brown - Imogen Heap - Corinne Bailey Rae | [ 48 ] |
| 2008 |        | Amy Winehouse      | - Feist - Ledisi - Paramore - Taylor Swift                     | [ 49 ] |
| 2009 |        | Adele              | - Duffy - Jonas Brothers - Lady Antebellum - Jazmine Sullivan  | [ 50 ] |

### Dècada del 2010
| Any  | Imatge | Guanyador               | Nominats                                                                                         | Ref.   |
| ---- | ------ | ----------------------- | ------------------------------------------------------------------------------------------------ | ------ |
| 2010 |        | Zac Brown Band          | - Keri Hilson - MGMT - Silversun Pickups - The Ting Tings                                        | [ 51 ] |
| 2011 |        | Esperanza Spalding      | - Justin Bieber - Drake - Florence and the Machine - Mumford & Sons                              | [ 52 ] |
| 2012 |        | Bon Iver                | - The Band Perry - J. Cole - Skrillex - Nicki Minaj                                              | [ 53 ] |
| 2013 |        | Fun.                    | - Alabama Shakes - Hunter Hayes - The Lumineers - Frank Ocean                                    | [ 54 ] |
| 2014 |        | Macklemore & Ryan Lewis | - James Blake - Kendrick Lamar - Kacey Musgraves - Ed Sheeran                                    | [ 54 ] |
| 2015 |        | Sam Smith               | - Iggy Azalea - Bastille - Brandy Clark - Haim                                                   | [ 55 ] |
| 2016 |        | Meghan Trainor          | - Courtney Barnett - James Bay - Sam Hunt - Tori Kelly                                           | [ 54 ] |
| 2017 |        | Chance the Rapper       | - Kelsea Ballerini - The Chainsmokers - Maren Morris - Anderson Paak                             | [ 56 ] |
| 2018 |        | Alessia Cara            | - Khalid - Lil Uzi Vert - Julia Michaels - SZA                                                   | [ 57 ] |
| 2019 |        | Dua Lipa                | - Chloe x Halle - Luke Combs - Greta Van Fleet - H.E.R. - Margo Price - Bebe Rexha - Jorja Smith | [ 58 ] |

### Dècada del 2020
| Any  | Imatge | Guanyador     | Nominats                                                                                 | Ref. |
| ---- | ------ | ------------- | ---------------------------------------------------------------------------------------- | ---- |
| 2020 |        | Billie Eilish | - Black Pumas - Maggie Rogers - Lil Nas X - Lizzo - Rosalía - Tank and the Bangas - Yola |      |